# Lev Blatný

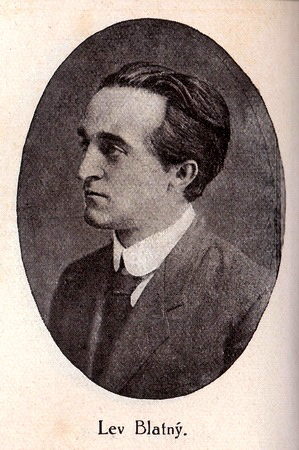
Foto 1923

Lev Blatný (* 11. April 1894 in Brünn (Brno); † 21. Juni 1930 in Kvetnica bei Poprad) war ein tschechischer Dichter, Autor, Theaterkritiker und Dramaturg.
Lev Blatný stammte aus einer Musikantenfamilie aus Brünn. Sein Bruder war der Komponist Josef Blatný. Von 1915 bis 1918 war Lev Blatný Soldat in Galizien, in der Bukowina, in Siebenbürgen und Albanien. Er heiratete 1918 Zdenka Klíčníková. Im Jahr darauf kam ihr Sohn, der spätere Avantgardeschriftsteller Ivan Blatný zur Welt.
Nach dem Krieg beendete er sein Studium am Juridikum in Prag (Praha) und wurde in Brünn Beamter bei der Tschechischen Bahn. Kurz darauf begann er jedoch mit seiner Theatertätigkeit, zunächst als Dramaturg. Er versuchte, bedeutende neue Werke einheimischer und fremder Künstler auf die Bühne zu bringen.
Bereits als junger Mensch publizierte er Gedichte und kurze Prosa, später war das Theater seine Heimat und er schrieb zahlreiche Kritiken. Sein erstes eigenes Werk war Sternenhimmel (Hvězdná obloha), aufgeführt im Theater in Brno. Es folgte das Schauspiel Drei (Tři) und das Lustspiel Kokoko-dák, welches sein populärstes Werk war. Er schrieb auch einige expressionistische Geschichten. Er starb an Tuberkulose.